# Ramsey and Parkeston
Ramsey and Parkeston est une paroisse civile de l'Essex, en Angleterre. Elle comprend les villages de Ramsey et de Parkeston.